# آی‌ان‌اس پرابال (کی۹۲)
آی‌ان‌اس پرابال (کی۹۲) (به انگلیسی: INS Prabal (K92)) یک کشتی است که طول آن ۵۶ متر (۱۸۴ فوت) می‌باشد.